# Astroland

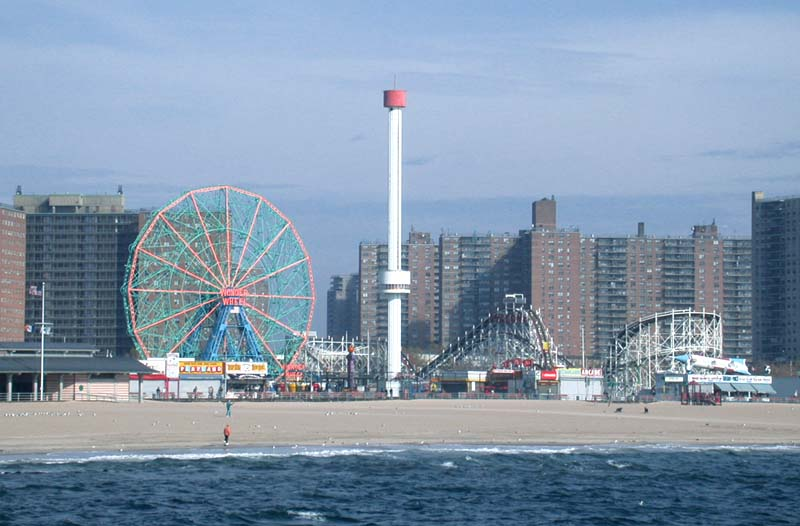
Vista general del parc

Astroland era un parc d'atraccions situat a Coney Island (Nova York), als Estats Units i obert des de 1962. Una llegenda local pretén que seria a l'Astroland que el restaurador Charles Feltman hauria inventat el hot-dog el 1874.

## Història
El 1955, Dewey Albert i els seus amics Nathan Handwerker, Herman Rapps, Sidney Robbins i Paul Yampo van formar una corporació anomenada Coney Island Enterprises. El 1957, Rapps i Alpert van anunciar el seu desig de construir Wonderland. Després d'un seguit d'adquisicions, conjuntament van bastir el que coneixem avui amb el nom d'Astroland.
El 12 de juliol de 1975, el parc és en part destruït per les flames.
El 28 de novembre de 2006, el parc és venut per la família Albert per 30 milions de dòlars a un promotor immobiliari, Thor Equities. El parc experimenta aleshores un pla de redesenvolupament.
El contracte de lloguer de l'Astroland, malgrat aspres negociacions, s'acaba i Astroland va tancar el 7 de setembre de 2008. Els projectes de desenvolupament de la zona són encara insegurs: s'evoca un parc d'atraccions més modern, amb hotels i galeries comercials.

## Les atraccions

### Les muntanyes russes
| Nom de l'atracció | Tipus                           | Constructor    | Any d'obertura | Foto    |
| ----------------- | ------------------------------- | -------------- | -------------- | ------- |
| Big Apple         | Muntanya russa de metall junior | Pinfari        | 1981           |         |
| Cyclone           | Muntanya russa de fusta         | Harry C. Baker | 1927           | Cyclone |

### Altres atraccions
- Astrotower - Tore d'observació d'Intamin AG
- Big Apple Coaster

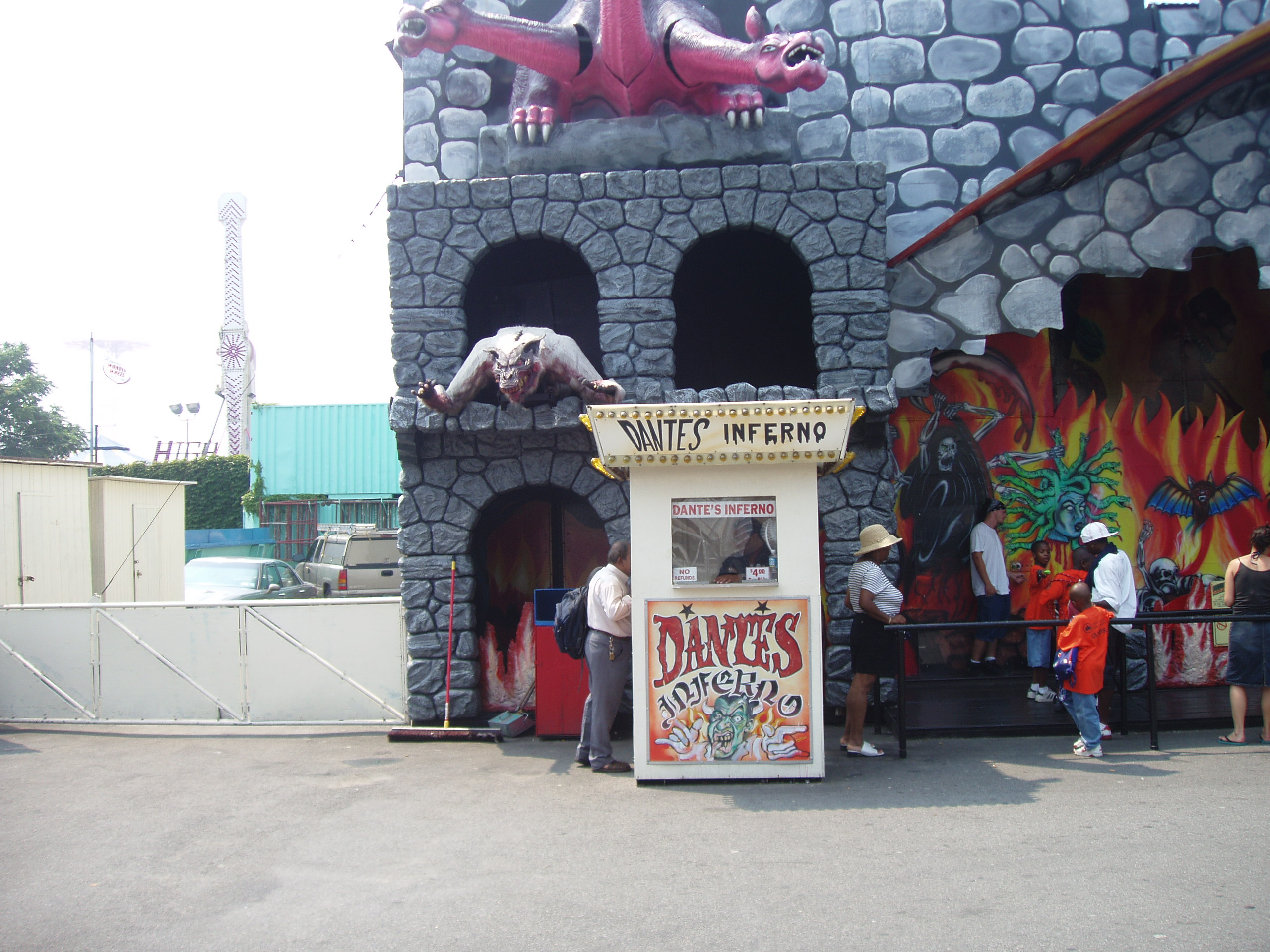
Dante's Inferno

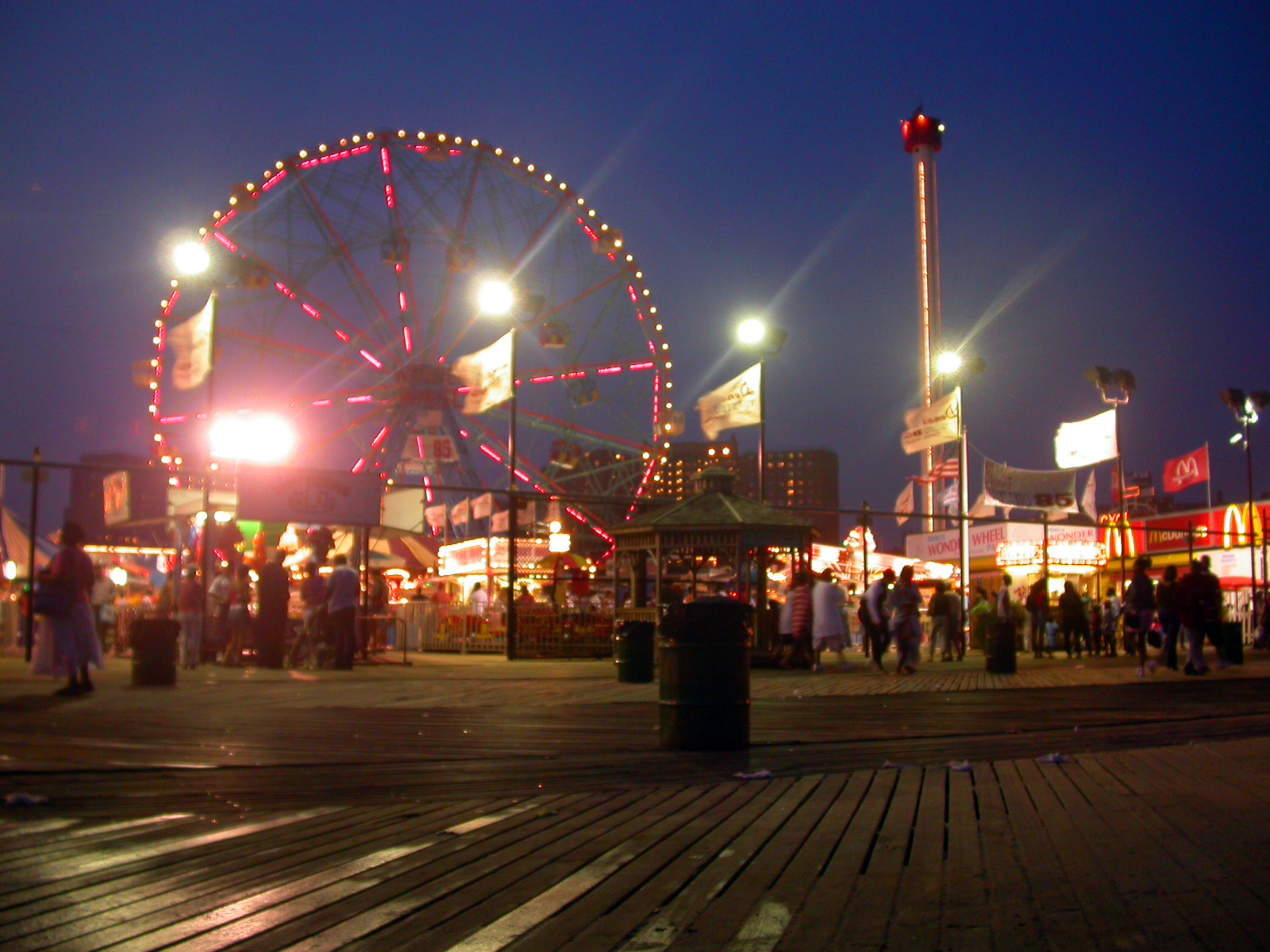
Vista general del parc de nit

- Break Dance - Breakdance de Huss Rides
- Bumper Cars - Autos de xoc
- Carousel - Carrousel
- Circuit 2000
- Convoy
- Dante's Inferno - Tren fantasma d'Anton Schwarzkopf
- Dune Buggy Jump
- Fire Engines
- Frog Hopper de Zamperla
- Mini Trucks
- Motorcycle Jump
- Pirate Jet
- Popeye Boats
- Power Surge de Zamperla (2001)
- Scrambler - Twist d'Eli Bridge
- Super Swing
- Tea Cups - Tasses de Zamperla (2004)
- Tilt-A-Whirl - Tilt-A-Whirl de Sellner Manufacturing
- Top Spin - Top Spin de Huss Rides (2004)
- Water Flume - Muntanya russa d'aigua